# أحلام (مغنية مصرية)
أحلام (25 سبتمبر 1923 - 17 مايو 1997)، مغنية وممثلة مصرية.

## عن حياتها
درست بمعهد الموسيقى العربية، اكتشفها الفنان أحمد رامي، ذاع صيتها في نهاية الأربعينيات، اشتهرت عن طريق الإذاعة، لحن لها محمد عبد الوهاب ومحمود الشريف، تزوجت من المحاسب محمود السماحي.
اشتهرت بأغنيات الفرح:
- يا عطارين دلوني.
- توب الفرح.
- زغرودة حلوة.
- تاتا خطى العتبة.

## أعمالها

### من الأفلام
- البنات شربات 1951 - قرنفلة عباس أبو الدهب.
- المرأة 1949 - فاطمة.
- المرأة شيطان 1949 - أحلام مغنية.
- الطائشة 1946 - غناء.
- هذا جناه أبي:1945 -غناء

## روابط خارجية
- أحلام على موقع قاعدة بيانات الأفلام العربية
- أحلام على موقع ديسكوغز (الإنجليزية)